# Myiodynastes
Myiodynastes är ett fågelsläkte i familjen tyranner inom ordningen tättingar. Släktet omfattar fem arter med utbredning från sydvästra USA till nordvästra Argentina:
- Gulbukig tyrann (M. hemichrysus)
- Gulkronad tyrann (M. chrysocephalus)
- Svartmaskad tyrann (M. bairdii)
- Strimmig tyrann (M. maculatus)
- Tigertyrann (M. luteiventris)